# Скрипніков Андрій Миколайович
Андрі́й Микола́йович Скри́пніков (16 грудня 1963, м. Харків, Україна) — український психіатр, доктор медичних наук, професор, завідувач кафедри психіатрії, наркології та медичної психології Української медичної стоматологічної академії (Полтава), академік Української академії наук та Національної академії наук вищої освіти України.

## Біографія
Народився 16 грудня 1963 року в м. Харків. У 1968 році переїздив з батьками до м. Полтава, де у 1970 році вступив до середньої школи № 4. У 1979 році вступив до Херсонського морехідного училища, яке закінчив у 1983 році за фахом «морське судноводіння». З 1983 року працював у м. Одеса в Антарктичній китобійній флотилії «Радянська Україна» у складі екіпажу китобійного судна «Беспощадний-33».
У 1986 році вступив до Полтавського медичного стоматологічного інституту на лікувальний факультет. З 1991 по 1992 рр. навчання поєднував з практичною роботою на посаді середнього медичного працівника Полтавського обласного наркологічного диспансеру. У 1992 році з відзнакою закінчив Полтавський медичний стоматологічний інститут та вступив до клінічної ординатури за фахом «психіатрія», яку закінчив у 1994 році. З 1994 по 1995 рр. працював у Кременчуцькому шпиталі інвалідів Великої Вітчизняної війни на посаді заступника головного лікаря з медичної роботи. У 1995 році обраний за конкурсом асистентом кафедри психіатрії, наркології та медичної психології «Української медичної стоматологічної академії», де працює по теперішній час. У 1996 році захистив кандидатську дисертацію за темою «Корекція девіантної сексуальної поведінки та медико-соціальна реабілітація в умовах пенітенціарної системи підлітків, які вчинили сексуальні злочини». У 1999 році призначений на посаду доцента цієї ж кафедри. У 2001 році захистив дисертацію на здобуття наукового ступеня доктора медичних наук за темою «Порушення сексуального здоров'я при психопатії у чоловіків та їх психотерапевтична корекція». У 2002 році призначений на штатну посаду завідувача кафедри психіатрії, наркології та медичної психології, як обраний за конкурсом. У 2003 році присвоєно вчене звання професора.
З 2003 року по 2009 рік одночасно з завідуванням кафедрою працював на посаді декана факультету підготовки іноземних студентів. З 2009 року по 2015 рік завідування кафедрою поєднував з роботою проректора з науково-педагогічної роботи та міжнародних зв'язків УМСА.

## Наукова діяльність
А. М. Скрипніков зробив вагомий внесок у вивчення питань діагностики, лікування та профілактики психіатричних, наркологічних, сексологічних розладів. Є автором близько 150 наукових праць, серед яких 7 монографій, 8 фахових навчально-методичних видань з грифом ЦМК з ВМО МОЗ України, в тому числі чотирьох підручників. Під науковим керівництвом А. М. Скрипнікова виконано 8 кандидатських та 1 докторську дисертацій. Він умілий керівник і організатор, компетентний педагог. А. М. Скрипніков постійно бере участь у науково-практичних конференціях, пленумах, з'їздах як державного, так і міжнародного рівня. Виступав у ролі головного дослідника при проведенні клінічних випробувань багатьох психофармакологічних лікарських засобів.
11 грудня 2005 року обраний дійсним членом (академіком) Української академії наук.
12 лютого 2020 року обраний академіком по відділенню з проблем психічного здоров’я Національної академії наук вищої освіти України.

## Нагороди, відзнаки
У 2001 році нагороджений Почесною грамотою МОЗ України та знаком «Відмінник освіти України», у 2002 та 2015 роках — Почесною грамотою Полтавської обласної ради та нагрудним знаком «Подяка губернатора», у 2003 році — лауреат конкурсу ім. академіка АМН СРСР В. П. Протопопова, у 2012 році нагороджений срібною медаллю «За досягнення в галузі міжнародної освіти» Українського державного центру міжнародної освіти МОН України, у 2019 році — грамотою Верховної Ради України "За заслуги перед Українським народом", у 2020 році був нагороджений орденом «Науковець року 2020» Української федерації вчених. 

## Сім'я
- Батько — Скрипніков Микола Сергійович (1936−2010 рр.), український вчений лікар-морфолог, топографоанатом, доктор медичних наук, професор, був ректором та завідувачем кафедри оперативної хірургії і топографічної анатомії УМСА[4]
- Мати — Скрипнікова Таїса Петрівна, (нар. 1939 р.), лікар-стоматолог, кандидат медичних наук, професор, заслужений лікар України, працювала завідувачкою кафедри післядипломної освіти лікарів-стоматологів УМСА[5]
- Брат — Скрипніков Петро Миколайович, (нар. 1973 р.), лікар-стоматолог, доктор медичних наук, професор, працює завідувачем кафедри післядипломної освіти лікарів-стоматологів УМСА та головним лікарем Полтавської обласної стоматологічної поліклініки[5]